# Fairy蘭丸〜あなたの心お助けします〜
『Fairy蘭丸〜あなたの心お助けします〜』（フェアリーらんまる あなたのこころおたすけします）は、スタジオコメット制作による日本のテレビアニメ作品。2021年4月から6月までAT-Xほかにて放送された。

## 登場人物

### 夭聖（メインキャラクター）
阿以 蘭丸（あい らんまる）
声 - 坂田将吾
本作の主人公。光輝族における夭聖界一の夭聖である高校生。
記憶が無く、クラスにおいているのか、あるいはいないのかが分からないようなタイプ。
変身時の名乗りは「禁忌解放！愛！爛漫！光輝の夭聖蘭丸、降臨！」。
歩照瀬 焔（ほてらせ ほむら）
声 - 田邊幸輔、松田利冴（幼少期）
火焔族における夭聖の高校生。
オラオラ系かつ自身とは正反対であるうるうとは喧嘩となることも多い。
変身時の名乗りは「禁忌解放！愛！爆燃！火焔の夭聖焔、降臨！」。
清怜 うるう（せいれん うるう）
声 - バレッタ裕、藤原夏海（幼少期）
水潤族における夭聖である優秀な生徒会長。
普段から正しくあるべきであると思う。
変身時の名乗りは「禁忌解放！愛！潤沢！水潤の夭聖うるう、降臨！」。
陸岡 樹果（むつおか じゅか）
声 - 草野太一、ブリドカットセーラ恵美（幼少時）
卉樹族における夭聖である高校生。メンバー最年少の弟系。
「可愛い」と言われることを苦手としており、実際は「カッコいい」と言ってほしいタイプ。
変身時の名乗りは「禁忌解放！愛！繚乱！卉樹の夭聖樹果、降臨！」。
雅楽代 寶（うたしろ たから）
声 - 堀曜宏、森なな子（幼少期）
金鋼族における妖精であるバー『F』のマスター。メンバー最年長。
お金を好物としており、上記4人の食事の世話係としては毎回カレーである。
変身時の名乗りは「禁忌解放！愛！絢爛！金鋼の夭聖寶、降臨！」。

### サブキャラクター
天狼院 シリウス（てんろういん シリウス）
声 - 住谷哲栄
蘭丸達を影から見ている謎の存在｡物語中盤で『チルカ』と名乗るようになる｡変身時の名乗りは「禁忌冒涜！愛！汚辱！暗闇の夭聖チルカ、降臨！」。
御守 豊穣（おまもり ほうじょう）
声 - 森田順平
変身時の名乗りは「禁忌解放！愛！包屯！壤土の夭聖豊穣、降臨！」。
女王／プロキオン
声 - 三上枝織
バックン
声 - 山本和臣

## 主題歌
特記が無い限り、作詞にはhotaruが携わり、歌唱は夭聖5名で構成された「5 to HEAVEN」が担当する。
「妖しく Get your heart」
オープニングテーマ。作曲・編曲は奥井康介。
「夭聖哀歌」
エンディングテーマ。作曲・編曲は高尾奏之介。
「愛らんらんらん」
阿以蘭丸（坂田将吾）による挿入歌。作詞はhotaruと青葉譲、作曲・編曲はyamazo。
「焔の華」
歩照瀬焔（田邊幸輔）による挿入歌。作曲・編曲は奥井康介。
「俺の心は雨模様」
清怜うるう（バレッタ裕）による挿入歌。作曲・編曲は園田健太郎。
「漢気 de タンゴ」
陸岡樹果（草野太一）による挿入歌。作曲・編曲は高尾奏之介。
「運命的%」
Ange☆Reveによる挿入歌。作詞・作曲・編曲はハマサキユウジ。
「愛の勘定」
雅楽代寶（堀曜宏）による挿入歌。作曲・編曲はeba。
「愛と憎しみのSAGA」
チルカ（住谷哲栄）による挿入歌。作曲・編曲は百石元。
「Tri-Angel▽Signal」
Winter Tri-Angelsによる挿入歌。作曲・編曲は奥井康介。

## スタッフ
- 原作 - 馬谷たいが[2]
- 監督 - 菱田正和[2]
- シリーズディレクター - 小林浩輔[2]
- シリーズ構成・脚本 - 青葉譲[2]
- キャラクターデザイン - 長澤翔子（人間）[2]、Andgy（夭聖）[2]、宮川知子（マスコット）[2]
- アクション監修 - 石川てつや[2]
- アニメーター - 野本正幸[2]
- 色彩設計 - 漆戸幸子[2]
- 美術監督 - 西倉力[2]
- CG監督 - 沼尻勇人[2]
- 撮影監督 - 武原健二[2]
- 編集 - 村井秀明[2]
- 音響監督 - 納谷僚介[2]
- 音楽 - yamazo[2]
- 音楽プロデューサー - 横尾勇亮
- 音楽制作 - ポニーキャニオン[2]
- プロデューサー - 川原陽子、杉浦綾香、渡瀬昌太、工藤雅世、丸山創、磯由香莉
- アニメーションプロデューサー - 大金正一、熊谷侑也
- アニメーション制作 - スタジオコメット[2]
- 製作 - F蘭製作委員会[2]

## 各話リスト
| 話数         | サブタイトル | 絵コンテ | 演出              | 作画監督                                        | 総作画監督                                       | 初放送日      |
| ------------ | ------------ | -------- | ----------------- | ----------------------------------------------- | ------------------------------------------------ | ------------- |
| 禁忌其の壱   | 恋愛         | 五城桜   | 小林浩輔          | 藤原奈津子 加藤壮 小川一郎 麦冬映画 野本正幸    | 長澤翔子 山本美佳                                | 2021年 4月8日 |
| 禁忌其の弐   | 憤怒         | 五城桜   | 堀内良平          | 森口弘之 秋田英人 麦冬映画 K-production         | 宮川知子 長澤翔子                                | 4月15日       |
| 禁忌其の参   | 嫉妬         | 高林久弥 | 藤代和也          | 扇多恵子 阿形大輔 水澤智加 鈴木光               | 高橋はつみ 長澤翔子 徳永さやか                   | 4月22日       |
| 禁忌其の肆   | 堕落         | 竹下良平 | 小林浩輔          | 藤原奈津子 加藤壮 鈴木光 時矢義則 飯田清貴      | 長澤翔子                                         | 4月29日       |
| 禁忌其の伍   | 色欲         | 名村英敏 | 高村久弥          | 森口弘之 橋本純一 麦冬映画 K-production         | 宮川知子                                         | 5月6日        |
| 禁忌其の陸   | 解放         | 五城桜   | 堀内良平          | 森口弘之 しまだひであき 麦冬映画 K-production   | 高橋はつみ                                       | 5月13日       |
| 禁忌其の柒   | 傲慢         | 葛谷直行 | 徐恵眞            | 鈴木光 飯田清貴 加藤壮 時矢義則                 | 宮川知子                                         | 5月20日       |
| 禁忌其の捌   | 暴力         | 高林久弥 | 神原敏昭          | 森口弘之 麦冬映画 徳永さやか                    | 高橋はつみ                                       | 5月27日       |
| 禁忌其の玖   | 冷淡         | 五城桜   | 高村久弥          | Chang Bum-Chul Hue Hey-Jung 加藤壮              | 宮川知子                                         | 6月3日        |
| 禁忌其の拾   | 快楽         | 葛谷直行 | 大川原杏          | 森口弘之 麦冬映画 イーストフィッシュスタジオ    | 高橋はつみ                                       | 6月10日       |
| 禁忌其の拾壱 | 憎悪         | 五城桜   | 小林浩輔 鈴木恭兵 | 加藤壮 鈴木光 飯田清貴 野本正幸                 | 宮川知子 長澤翔子                                | 6月17日       |
| 禁忌其の拾弐 | 愛           | 五城桜   | 小林浩輔 鈴木恭兵 | 鈴木光 野本正幸 飯田清貴 加藤壮 芳山優 時矢義則 | 長澤翔子 宮川知子 高橋はつみ 山本美香 徳永さやか | 6月24日       |

## 放送局
| 放送期間               | 放送時間               | 放送局   | 対象地域 | 備考                                            |
| ---------------------- | ---------------------- | -------- | -------- | ----------------------------------------------- |
| 2021年4月8日 - 6月24日 | 木曜 23:00 - 23:30     | AT-X     | 日本全域 | 製作参加 / CS放送 / 字幕放送 / リピート放送あり |
|                        | 木曜 23:30 - 金曜 0:00 | TOKYO MX | 東京都   |                                                 |
|                        |                        | BS日テレ | 日本全域 | 製作参加 / BS/BS4K放送 / 『アニメにむちゅ〜』枠 |

| 配信開始日   | 配信時間                     | 配信サイト |
| ------------ | ---------------------------- | --- |
| 2021年4月9日 | 金曜 0:00（木曜深夜） 更新   | U-NEXT アニメ放題 dアニメストア ABEMA バンダイチャンネル Hulu FOD TELASA J:COMオンデマンド みるプラス auスマートパスプレミアム GYAO! Amazonプライム・ビデオ ひかりTV ニコニコチャンネル ビデオマーケット milplus |
|              | 金曜 0:00 - 0:30（木曜深夜） | ニコニコ生放送 |

## BD / DVD
| 巻 | 発売日         | 収録話          | 規格品番   | 規格品番   |
| 巻 | 発売日         | 収録話          | BD         | DVD        |
| -- | -------------- | --------------- | ---------- | ---------- |
| 1  | 2021年6月16日  | 第1話 - 第2話   | PCXG-50761 | PCBG-53561 |
| 2  | 2021年7月21日  | 第3話 - 第4話   | PCXG-50762 | PCBG-53562 |
| 3  | 2021年8月18日  | 第5話 - 第6話   | PCXG-50763 | PCBG-53563 |
| 4  | 2021年9月15日  | 第7話 - 第8話   | PCXG-50764 | PCBG-53564 |
| 5  | 2021年10月20日 | 第9話 - 第10話  | PCXG-50765 | PCBG-53565 |
| 6  | 2021年11月17日 | 第11話 - 第12話 | PCXG-50766 | PCBG-53566 |